# Ancistrocerus fluvialis
Ancistrocerus fluvialis är en stekelart som först beskrevs av Henri Saussure 1856.  Ancistrocerus fluvialis ingår i släktet murargetingar, och familjen Eumenidae. Inga underarter finns listade i Catalogue of Life.